# Lars Christensentoppen
Lars Christensentoppen är en bergstopp, en sköldvulkan, som utgör högsta punkten på den obebodda vulkanön Peter I:s ö i Antarktis. Norge gör anspråk på ön. Lars Christensentoppen har en högsta höjd på 1 640 meter över havet.
Bergstoppen har namn efter norske konsuln och valfångstredaren Lars Christensen, ägare till valfångaren Odd I, som seglade runt ön 1927.
Terrängen runt Lars Christensentoppen är bergig österut, och kuperad västerut. Toppen ligger nära havet västerut.